# Grabowiec
Grabowiec [pronunciación en polaco: /ɡraˈbɔvʲɛt͡s/] (en ucraniano: Грабовець, Hrabovets) es un pueblo ubicado en el distrito administrativo de Gmina Bielsk Podlaski, dentro del Condado de Bielsk, Voivodato de Podlaquia, en el norte de Polonia oriental. Se encuentra aproximadamente a 11 kilómetros al oeste de Bielsk Podlaski y a 42 kilómetros al sur de la capital regional Białystok.